# 19 Gramercy Park South
19 Gramercy Park South, también conocido como 86 Irving Place o Stuyvesant Fish House, es una casa adosada de cuatro pisos ubicada en la esquina de Gramercy Park South (East 20th Street) e Irving Place en el vecindario Gramercy Park de Manhattan, Nueva York (Estados Unidos).

## Historia
La casa fue construida en 1845 por William Samuel Johnson, un político Whig, y luego tenía la dirección 86 Irving Place. Este le vendió la propiedad a Horace Brooks, quien agregó un quinto piso y construyó un establo en la parte sur. El censo de 1880 muestra varios inquilinos en la dirección, lo que sugiere que el inmueble se había convertido en apartamentos.
En 1887, la propiedad fue ampliada y modificada por el destacado arquitecto Stanford White a un costo de 130 000 dólares en una mansión con una escalera interior de mármol y un salón de baile en el último piso donde Mamie Fish ofreció elaboradas fiestas. El edificio también se volvió a numerar como 19 Gramercy Park, una dirección que no existía.
La familia Fish se fue a su nueva casa en la calle 78 en 1898 y el edificio se dividió en pequeños apartamentos; el actor John Barrymore era residente mientras trabajaba en Broadway en Nueva York. Los ocupantes en otros momentos incluyeron al dramaturgo Edward Sheldon y William C. Bullitt, el diplomático, periodista y novelista. En 1909, se construyó un edificio de apartamentos de seis pisos en la parte sur del lote.
El edificio fue rescatado de la decadencia en 1931 por el publicista Benjamin Sonnenberg cuando él y su esposa alquilaron los dos primeros pisos, ampliándose gradualmente y ocupando otros apartamentos. En 1945, Sonnenberg compró todo el edificio al hijo de Fish, Stuyvesant Fish Jr., por 85 000 dólares y lo combinó con el edificio de apartamentos del sur para crear una enorme residencia que, según señaló el crítico de arquitectura Brendan Gill, llamó "la mayor casa privada aún en manos privadas" en Nueva York". La mansión estaba ampliamente amueblada con la colección de muebles ingleses e irlandeses de Sonnenberg, dibujos de viejos maestros y esculturas. Al igual que los Fish, Sonnenberg dio grandes fiestas a las que invitó a los ricos y famosos de la ciudad. El edificio fue catalogado como una propiedad contribuidora del distrito histórico de Gramercy Park en 1966.
Sonnenberg murió en 1978, y la casa fue subastada al barón Walter Langer von Langendorff, propietario de Evyan Perfumes, aunque Henry Jarecki también pujó por ella. Von Langendorff se lo vendió al diseñador de moda Richard Tyler y su esposa, Lisa Trafficante, en 1995 por 3,5 millones de dólares. Después de arreglar la propiedad, se puso en el mercado en enero de 2000 y se vendió a Jarecki en diciembre de 2000 por 16,5 millones. Se informó que Jarecki, un psicólogo y empresario, planeaba usar la mansión como hogar y sede de la fundación de su familia.

## Habitaciones
La mansión en su encarnación actual tiene 37 habitaciones, un área de 1700 m², un apartamento separado para el cuidador, numerosos dormitorios, baños, suites para invitados y salas de estar, un salón, una biblioteca, dos cocinas, una bodega y el salón de baile en el piso superior, que había sido renovado por Tyler.

## En la cultura popular
- 19 Gramercy Park juega un papel central en la novela ilustrada de 1970 Time and Again de Jack Finney. El personaje principal, un artista publicitario, viaja en el tiempo desde los años 1970 en Nueva York hasta enero de 1882 y alquila una habitación en 19 Gramercy Park, que es una pensión en la novela. Se describe como "una simple casa de piedra rojiza de tres pisos con marcos de ventanas pintados de blanco y un corto tramo de escalones de piedra tallada con una barandilla de hierro forjado negro".
- En Iron Fist, se muestra que Joy Meachum vive en 19 Gramercy Park, y también se revela que Danny Rand creció aquí cuando era niño.